# Maryadpur (Rautahat)
Maryadpur – gaun wikas samiti w środkowej części Nepalu  w strefie Narajani w dystrykcie Rautahat. Według nepalskiego spisu powszechnego z 2001 roku liczył on 777 gospodarstw domowych i 4349 mieszkańców (2092 kobiet i 2257 mężczyzn).